# Јошаничка Бања
Јошаничка Бања је градско насеље у Србији у општини Рашка у Рашком управном округу. Према попису из 2022. било је 914 становника. Налази се на обронцима Копаоника (24 km), у долини реке Јошанице и њене притоке Самоковке. Лежи на надморској висини од 550 m и има карактеристике климатског лечилишта.
Јошаничка Бања и њена околина су богате зеленилом и шумама у којима доминира бањски борјак (црни бор на површини од око 29 ha) који представља део посебне природне вредности, нарочито за здравствене и рекреативне потребе. Бањски комплекс је површине 1,2 ha са функцијом пасивне рекреације. Постоје уређене стазе за пешачење за потребе рекреације становништва и гостију Јошаничке Бање.
Јошаничка Бања је, саобраћајно, добро повезана с обзиром да се налази на регионалном путу Рашка—Биљановац—Јошаничка Бања—Копаоник—Брус и на путу Јошаничка Бања—Александровац, а на 10 km од Бање пролази железничка пруга Краљево—Косовска Митровица. Удаљена је од Београда 245 km и од Краљева 74 km. До Бање се стиже ауто-путем Београд—Ниш са одвајањем према Краљеву и магистралним путем Београд—Краљево.

## Историјски развој
Од 1976. године у Јошаничкој Бањи су почела хидрогеолошка истраживања термалних вода да би се утврдила локација извора, температура, лековита и друга својства. Године 1978. обновљена су истраживања, и на дубини од 230 m откривени су нови извори капацитета до 2 l у секунди температуре до 48 °C, истог састава као и остали извори.
Вода Бање била је позната и њеним историјским становницима. Наиме, воду ове Бање користили су и Римљани, а пре њих вероватно и остали становници овог подручја.
Прво стручно испитивање лековитости вода Јошаничке Бање нама је познато тек 1834. године. Вода је испитивана на Бечком медицинском универзитету а на захтев кнеза Милоша па је том приликом вода Јошаничке Бање изједначена са водама Рибарске и Брестовачке Бање.
Наредне 1835. године воду је испитао и барон Хердер, краљевско-саксонски управитељ рудокопа, и исто наставио поново 1846. године. Тих година у Јошаничкој Бањи су се лечили чланови породице кнеза Милоша.
У свом обиласку терена, Јосиф Панчић је посветио нешто више пажње Јошаничкој Бањи и о њој рекао следеће: „Да је најтоплија у Јевропи и нема себи друге до оне у Бруси и Малој Азији и још да се по медичкој редњи може мерити с водом у Гострону, само што је ова много топлија.”
Сем Хердара лековитост воде су још испитивали и лекар Куниберт, Шлезингер и Шанс 1882. године, сви из Беча. Лековитост воде су испитивали и српски лекари, др Лека и Шчербаков.
Извори Јошаничке Бање налазе се на вулканском подручју и произишли као резултат тектонских промена у периоду од краја олигоцена до почетка делувија. Има их 13, од којих су пуноводни њих 4. Они дају 30л у секунди. Избијају из пукотина стена серпетина и трахита. На левој обали реке Јошанице испод једне стране која гравитира ка обали, налази се главни извор који даје 7 l воде у секунди температуре 78,5 °C и он је једини радиоактиван и има 11 МЈ.
У Лушком потоку налази се извор хладне воде од 14 °C који је јачине око 0,08 l у секунди и има укус гвожда.
За коришћење термалне воде у Јошаничкој Бањи 1935. године сазидано је купатило које се и данас употребљава (Ново купатило у Јошаничкој Бањи). Поред овог купатила је и старо турско купатило из 17. века. За бању је 1938. речено да је „необично јефина и необично лековита”, врућа вода је коришћена и за шурење прасади.
После Другог светског рата Јошаничка Бања добија све услове за развој и наставља се њено коришћење у лечилишне сврхе али још увек није развијена као право бањско лечилиште високе категорије.
Овде је некада било 37 воденица, али је у функцији остала само једна.

## Природни лековити фактори
Јошаничка Бања се убраја међу балнеолошка насеља са најтоплијом водом у Европи, што јој уз поднебље, близину прелепих предела Копаоника и Голије као и добру саобраћајну инфраструктуру, омогућује да буде значајна туристичка дестинација на овом крају.
Јошаничка Бања има 5 извора минералних вода, који се убрајају меду најтоплије у нашој земљи. Главни извор даје 7 литара воде у секунди и температуре је 78 °C. Остали извори су укупног капацитета 30 литара у секунди. Воде Јошаничке Бање припадају групи хипертерми, садрже натријум, калијум, калцијум, хидрокарбонате, сулфате и флуор. Користе се у лековите сврхе пијењем и у комбинацији са хидро-кинези терапијом и медикаментима. Могле би се веома успешно користити у балнеолошком третману код запаљењског, дегенеративног и екстраартикуларног реуматизма, неких врста стерилитета код жена, кожних обољења и код свих секундарних обољења насталих после повреда и после оперативних стања.
Купање се спроводи у купатилу са 12 када и једним мањим базеном, а лечење у здравственој станици.
С обзиром на високу температуру и повољну минерализацију може се користити за грејање просторија и разноврсних производних хала у производњи цвећа, воћа и поврћа.
Јошаничка Бања има дугу традицију у лечењу реуматских обољења, а први подаци о организованом коришћењу бање датирају из 1922. године када је постојало купатило које се користило још у турском периоду. То купатило се и данас користи и назива се Турско купатило.
После тога изграђено је 1935. године ново купатило са 10 када и једним мањим базеном које је још у употреби.

### Медицинске индикације
Вода из Јошаничке Бање је повољна нарочито за лечење следећих обољења:
- Дегенеративна реуматска обољења
- Запаљењска реуматска обољења у лабораторијској и клинички смиреној фази
- Стања током повреда и корективних оперативних захвата на локомоторном систему
- Хиперацидни гастритис
- Превенције каријеса
- Екцема и псоријазе и др.

Поред коришћења воде у лековите сврхе, она се може користити за потребе спорта и рекреације, као и општег и здравственог туризма.

## Споменици и манифестације
У Јошаничкој Бањи је 1995. године подигнут споменик Милунки Савић, српској хероини из Првог светског рата. Године 2015. обновљена је Родна кућа Милунке Савић у селу Копривница, удаљеном 7 km од Бање. Обновљена кућа Милунке Савић представља значајну културно туристичку понуду овог краја а посебно Јошаничке Бање у чијој се близини налази. 
Од 2016. године крајем октобра се у Јошаничкој Бањи и селу Копривница организује манифестација Дани Милунке Савић, у организацији Центра за културу „Градац“ из Рашке. Првог дана манифестација се одржава у Дому културе у Јошаничкој Бањи а другог дана испред Милункине родне куће.

## Познати Бањци
- Милунка Савић (1892—1973), хероина Балканских ратова и Првог светског рата, рођена у селу Копривница близу Јошаничке Бање којој се у њену част сваке године у октобру одржавају „Дани Милунке Савић”, манифестација са мноштво културно-уметничког садржаја.
- Патријарх српски Герман (1899—1991), рођен је у Јошаничкој Бањи 19. августа 1899. године, био је 43. српски патријарх у периоду 1958—1990 године. Данас се у центру Јошаничке Бање налази кућа у којој је рођен.

## Демографија
У насељу Јошаничка Бања живи 929 пунолетних становника, а просечна старост становништва износи 41,0 година (39,2 код мушкараца и 42,8 код жена). У насељу има 360 домаћинстава, а просечан број чланова по домаћинству је 3,20.
Ово насеље је великим делом насељено Србима (према попису из 2002. године), а у последња три пописа, примећен је пад у броју становника.
|             | \| Демографија[5] \| Демографија[5] \| Демографија[5] \| \| Година \| Становника \| Становника \| \| -------------- \| -------------- \| -------------- \| \| 1948. \| 1.175 \| \| \| 1953. \| 1.342 \| \| \| 1961. \| 1.332 \| \| \| 1971. \| 1.391 \| \| \| 1981. \| 1.366 \| \| \| 1991. \| 1.296 \| 1.187 \| \| 2002. \| 1.154 \| 1.372 \| \| 2011. \| 1.036 \| \| |            |
| Демографија | |            |
| Година      | Становника | Становника |
| 1948.       | 1.175 |            |
| 1953.       | 1.342 |            |
| 1961.       | 1.332 |            |
| 1971.       | 1.391 |            |
| 1981.       | 1.366 |            |
| 1991.       | 1.296 | 1.187      |
| 2002.       | 1.154 | 1.372      |
| 2011.       | 1.036 |            |

| Етнички састав према попису из 2002.‍ | Етнички састав према попису из 2002.‍ | Етнички састав према попису из 2002.‍ | Етнички састав према попису из 2002.‍ | Етнички састав према попису из 2002.‍ |
| ------------------------------------ | ------------------------------------ | ------------------------------------ | ------------------------------------ | ------------------------------------ |
|                                      |                                      |                                      |                                      |                                      |
| Срби                                 | Срби                                 |                                      | 1.152                                | 99,82%                               |
| Руси                                 | Руси                                 |                                      | 1                                    | 0,08%                                |
| непознато                            | непознато                            |                                      | 0                                    | 0,0%                                 |

| \| \| м \| \| \| ж \| \| ? \| 0 \| \| \| 1 \| \| 80+ \| 6 \| \| \| 16 \| \| 75—79 \| 15 \| \| \| 21 \| \| 70—74 \| 32 \| \| \| 35 \| \| 65—69 \| 36 \| \| \| 50 \| \| 60—64 \| 41 \| \| \| 49 \| \| 55—59 \| 35 \| \| \| 35 \| \| 50—54 \| 30 \| \| \| 37 \| \| 45—49 \| 49 \| \| \| 41 \| \| 40—44 \| 37 \| \| \| 34 \| \| 35—39 \| 39 \| \| \| 33 \| \| 30—34 \| 42 \| \| \| 44 \| \| 25—29 \| 41 \| \| \| 37 \| \| 20—24 \| 36 \| \| \| 27 \| \| 15—19 \| 29 \| \| \| 28 \| \| 10—14 \| 33 \| \| \| 30 \| \| 5—9 \| 47 \| \| \| 28 \| \| 0—4 \| 28 \| \| \| 32 \| \| Просек : \| 39,2 \| \| \| 42,8 \| |      |  |  |      |
| |      |  |  |      |
| | м    |  |  | ж    |
| ? | 0    |  |  | 1    |
| 80+ | 6    |  |  | 16   |
| 75—79 | 15   |  |  | 21   |
| 70—74 | 32   |  |  | 35   |
| 65—69 | 36   |  |  | 50   |
| 60—64 | 41   |  |  | 49   |
| 55—59 | 35   |  |  | 35   |
| 50—54 | 30   |  |  | 37   |
| 45—49 | 49   |  |  | 41   |
| 40—44 | 37   |  |  | 34   |
| 35—39 | 39   |  |  | 33   |
| 30—34 | 42   |  |  | 44   |
| 25—29 | 41   |  |  | 37   |
| 20—24 | 36   |  |  | 27   |
| 15—19 | 29   |  |  | 28   |
| 10—14 | 33   |  |  | 30   |
| 5—9 | 47   |  |  | 28   |
| 0—4 | 28   |  |  | 32   |
| Просек : | 39,2 |  |  | 42,8 |

| Година пописа     | 1948. | 1953. | 1961. | 1971. | 1981. | 1991. | 2002. |
| ----------------- | ----- | ----- | ----- | ----- | ----- | ----- | ----- |
| Број домаћинстава | 177   | 202   | 233   | 296   | 342   | 359   | 360   |

| Број чланова      | 1  | 2  | 3  | 4  | 5  | 6  | 7 | 8 | 9 | 10 и више | Просек |
| ----------------- | -- | -- | -- | -- | -- | -- | - | - | - | --------- | ------ |
| Број домаћинстава | 64 | 87 | 47 | 84 | 38 | 33 | 7 | 0 | 0 | 0         | 3,20   |

| Пол    | Укупно | Неожењен/Неудата | Ожењен/Удата | Удовац/Удовица | Разведен/Разведена | Непознато |
| ------ | ------ | ---------------- | ------------ | -------------- | ------------------ | --------- |
| Мушки  | 468    | 120              | 318          | 22             | 8                  | 0         |
| Женски | 488    | 66               | 326          | 89             | 7                  | 0         |
| УКУПНО | 956    | 186              | 644          | 111            | 15                 | 0         |

| Пол    | Укупно                    | Пољопривреда, лов и шумарство | Рибарство                            | Вађење руде и камена | Прерађивачка индустрија       |
| ------ | ------------------------- | ----------------------------- | ------------------------------------ | -------------------- | ----------------------------- |
| Мушки  | 232                       | 44                            | 0                                    | 14                   | 46                            |
| Женски | 102                       | 13                            | 0                                    | 1                    | 10                            |
| Укупно | 334                       | 57                            | 0                                    | 15                   | 56                            |
|        |                           |                               |                                      |                      |                               |
| Пол    | Производња и снабдевање   | Грађевинарство                | Трговина                             | Хотели и ресторани   | Саобраћај, складиштење и везе |
| Мушки  | 2                         | 18                            | 23                                   | 11                   | 19                            |
| Женски | 0                         | 1                             | 20                                   | 12                   | 1                             |
| Укупно | 2                         | 19                            | 43                                   | 23                   | 20                            |
|        |                           |                               |                                      |                      |                               |
| Пол    | Финансијско посредовање   | Некретнине                    | Државна управа и одбрана             | Образовање           | Здравствени и социјални рад   |
| Мушки  | 0                         | 36                            | 9                                    | 2                    | 2                             |
| Женски | 0                         | 19                            | 1                                    | 13                   | 9                             |
| Укупно | 0                         | 55                            | 10                                   | 15                   | 11                            |
|        |                           |                               |                                      |                      |                               |
| Пол    | Остале услужне активности | Приватна домаћинства          | Екстериторијалне организације и тела | Непознато            | Непознато                     |
| Мушки  | 6                         | 0                             | 0                                    | 0                    | 0                             |
| Женски | 1                         | 0                             | 0                                    | 1                    | 1                             |
| Укупно | 7                         | 0                             | 0                                    | 1                    | 1                             |

## Галерија
- Општина Рашка - Јошаничка Бања, споменик Милунки Савић
- Општина Рашка - Јошаничка Бања, старо купатило
- Општина Рашка - Јошаничка Бања, каде са врућом водом
- Општина Рашка - Јошаничка Бања, извор вруће воде
- Општина Рашка - Јошаничка Бања
- Општина Рашка - Јошаничка Бања
- Општина Рашка - Јошаничка Бања, река Јошаница
- Општина Рашка - Јошаничка Бања, извор вруће воде